# Deutsche Fechtmeisterschaften 2000
Bei den Deutschen Fechtmeisterschaften 2000 wurden Einzel- und Mannschaftswettbewerbe in den Disziplinen Degen, Florett und Säbel ausgetragen. Nachdem 1999 erstmals Wettbewerbe im Damensäbel stattfanden, gab es ab 2000 auch Damensäbel-Mannschaftsmeisterschaften. Da es im Einzel kein Gefecht um den dritten Platz gab, teilten sich diesen die beiden Halbfinalisten. Die Meisterschaften wurden vom Deutschen Fechter-Bund organisiert.

## Herren

### Florett (Einzel)
| Platz | Sportler     | Verein                |
| ----- | ------------ | --------------------- |
| 1     | André Weßels | FC Tauberbischofsheim |
| 2     | Lars Schache | FC Tauberbischofsheim |
| 3     | Tobias Frank | FC Tauberbischofsheim |
| 3     | Ralf Bißdorf | Heidenheimer SB       |

### Florett (Mannschaft)
| Platz | Verein                | Sportler |
| ----- | --------------------- | -------- |
| 1     | FC Tauberbischofsheim |          |
| 2     | OFC Bonn              |          |
| 3     | Heidenheimer SB       |          |

### Degen (Einzel)
| Platz | Sportler        | Verein                  |
| ----- | --------------- | ----------------------- |
| 1     | Sven Schmid     | FC Tauberbischofsheim   |
| 2     | Daniel Strigel  | FC Tauberbischofsheim   |
| 3     | Michael Flegler | FC Tauberbischofsheim   |
| 3     | Achim Bellmann  | TSV Bayer 04 Leverkusen |

### Degen (Mannschaft)
| Platz | Verein                | Sportler |
| ----- | --------------------- | -------- |
| 1     | Heidenheimer SB       |          |
| 2     | SC Berlin             |          |
| 3     | FC Tauberbischofsheim |          |

### Säbel (Einzel)
| Platz | Sportler        | Verein                |
| ----- | --------------- | --------------------- |
| 1     | Wiradech Kothny | FG Koblenz            |
| 2     | Alexander Weber | FC Tauberbischofsheim |
| 3     | Dennis Bauer    | FG Koblenz            |
| 3     | Harald Stehr    | TSG Eislingen         |

### Säbel (Mannschaft)
| Platz | Verein                | Sportler |
| ----- | --------------------- | -------- |
| 1     | FC Tauberbischofsheim |          |
| 2     | CTG Koblenz           |          |
| 3     | TSG Eislingen         |          |

## Damen

### Florett (Einzel)
| Platz | Sportler         | Verein                  |
| ----- | ---------------- | ----------------------- |
| 1     | Rita Römer-König | FC Tauberbischofsheim   |
| 2     | Bianca Becker    | TSV Bayer 04 Leverkusen |
| 3     | Sabine Bau       | FC Tauberbischofsheim   |
| 3     | Anja Müller      | FC Tauberbischofsheim   |

### Florett (Mannschaft)
| Platz | Verein                | Sportler |
| ----- | --------------------- | -------- |
| 1     | FC Tauberbischofsheim |          |
| 2     | OFC Bonn              |          |
| 3     | SC Berlin             |          |

### Degen (Einzel)
| Platz | Sportler       | Verein              |
| ----- | -------------- | ------------------- |
| 1     | Imke Duplitzer | Heidenheimer SB     |
| 2     | Katja Nass     | Fechtclub Offenbach |
| 3     | Ulrike Rettich | OFC Bonn            |
| 3     | Claudia Bokel  | OFC Bonn            |

### Degen (Mannschaft)
| Platz | Verein              | Sportler |
| ----- | ------------------- | -------- |
| 1     | Fechtclub Offenbach |          |
| 2     | Heidenheimer SB     |          |
| 3     | SC Berlin           |          |

### Säbel (Einzel)
| Platz | Sportler         | Verein                |
| ----- | ---------------- | --------------------- |
| 1     | Susanne König    | FC Tauberbischofsheim |
| 2     | Sandra Benad     | TSG Eislingen         |
| 3     | Diana Maier      | TSG Eislingen         |
| 3     | Davina Hierzmann | TV Alsfeld            |

### Säbel (Mannschaft)
| Platz | Verein                | Sportler                                               |
| ----- | --------------------- | ------------------------------------------------------ |
| 1     | TSG Eislingen         | Sandra Benad Diana Maier Siobhan Byrne Janina Heinrich |
| 2     | FC Göppingen          |                                                        |
| 3     | FC Tauberbischofsheim |                                                        |